# Лапавицас, Костас
Костас Лапавицас (греч. Kώστας Λαπαβίτσας; род. 20 января 1961, Салоники) — греческий экономист и политический деятель социалистического толка. Является профессором экономики в Школе востоковедения и африканистики Лондонского университета. Ранее избирался депутатом парламента Греции на всеобщих выборах января 2015 года от левой партии СИРИЗА, но после раскола в ней перешёл в «Народное единство» в августе 2015 года. На выборах в Европарламент 2024 года выдвигается от партии Яниса Варуфакиса ΜέΡΑ25.

## Академическая карьера
В 1982 году Лапавицас получил степень магистра в Лондонской школе экономики, а в 1986 году — докторскую степень в Биркбек-колледже Лондонского университета. С 1999 года он преподает экономику в Школе восточных и африканских исследований этого университета (сначала в качестве лектора, а с 2008 года в качестве профессора).

## Политическая карьера
Лапавицас известен своей критикой современного неолиберального капитализма, финансовой системы и институций Европейского Союза, в частности в связи с кризисом государственного долга Греции и европейским долговым кризисом. Также преподавал в университетах Японии и Турции. Кроме того, пишет статьи для прессы, выступает обозревателем британской газеты The Guardian. В 2007 году он основал Research on Money and Finance (RMF, Исследования денег и финансов) — международную сеть политэкономов, занимающихся проблемами финансов и эволюции современного капитализма.
Еще в 2011 году Лапавицас вместе с рядом других греческих экономистов выступил за отказ Греции от евро и возврат к своей прежней национальной валюте (драхме) в ответ на долговой кризис в стране и ЕС в целом. 2 марта 2015 года Лапавицас в статье в The Guardian указывал, что освобождение греческого народа от «политики жёсткой экономии» без разрыва с еврозоной — невыполнимая задача для нового правительства Греции, сформированного его собственной партией. После капитуляции правительства Алексиса Ципраса, уступившего требованиям кредиторов, большая часть левого крыла СИРИЗА, включая Лапавицаса, покинула партию.
В июле 2015 года греческий экономист, преподающий в Великобритании, активно поддержал кампанию Джереми Корбина на выборах нового лидера Лейбористской партии: «Если он победит — на что я надеюсь… это будет крайне важный шаг для остальной Европы и для Греции. Это дало бы импульс мыслям, необходимым и в остальной Европе, которых, к сожалению, сейчас так не хватает. Это было бы наилучшим, что Великобритания дала Европе за длительное время».

### Книги
- The Left Case Against the EU (Polity Press, 2018). ISBN 9781509531066
- Marxist Monetary Theory: Collected Papers (Brill, 2017). ISBN 978-90-04-27270-5
- (греч.) Word for word: Writings on the Greek Crisis (Athens: Topos Press, 2014). ISBN 978-9-60499-096-2
- Profiting Without Producing: How Finance Exploits Us All (2013). ISBN 9781781681411
- Crisis in the Eurozone (2012). ISBN 9781844679690
- Financialisation in Crisis (Brill, 2012). ISBN 978-90-04-20107-1
- (исп.) El capitalismo financiarizado Expansión y crisis (2009). ISBN 978-84-936641-8-3
- editor with Makoto Noguchi, Beyond Market-Driven Development (Routledge, 2004). ISBN 978-0-415-64606-2
- Social Foundations of Markets, Money and Credit (Routledge, 2003). ISBN 978-1-13-881080-8
- co-author with Makoto Itoh, Political Economy of Money and Finance. (London-Basingstoke: Macmillan, 1998). ISBN 9780333665220

### Интервью
- «Greece: Phase Two», Jacobin (12 March 2015). Retrieved 2 April 2018.
- Costas Lapavitsas on HARDtalk, BBC (12 January 2015). Retrieved 2 April 2018.
- «The Credit Crunch», International Socialism 117 (Winter 2008). Retrieved 2 April 2018.

### Статьи
- Костас Лапавицас на the Guardian
- Костас Лапавицас на Jacobin